# Ozymandias (Breaking Bad)
"Ozymandias" é o décimo quarto episódio da quinta temporada da série televisiva de drama estadunidense Breaking Bad, e o 60.º episódio da série e o antepenúltimo episódio em geral. Foi escrito por Moira Walley-Beckett e dirigido por Rian Johnson, e foi ao ar na AMC nos Estados Unidos e Canadá em 15 de setembro de 2013. A narrativa do episódio conclui o final inacabado do episódio anterior.
Beckett e Johnson já haviam trabalhado juntos no episódio "Fly" da 3.ª temporada e tiveram uma relação de trabalho amigável que durou toda a produção. Beckett teve maior liberdade criativa do que ela havia experimentado antes. Devido à intensidade do enredo do episódio, a produção foi emocionalmente difícil para os envolvidos. O episódio foi sujeito a muita análise após o seu lançamento. O foco foi dado aos paralelos do episódio com seu homônimo, "Ozymandias" de Percy Shelley, sua representação de redenção, e o telefonema de Walt (Bryan Cranston) para Skyler (Anna Gunn).
"Ozymandias" foi aclamado desde sua primeira exibição. Amplamente considerado o melhor episódio de Breaking Bad, os críticos elogiaram a conclusão da história criada desde o "Pilot", como também a escrita, atuação e direção. Também é considerado um dos maiores e melhores episódios de televisão já feitos. Nos Prêmios Emmy do Primetime de 2014, Walley-Beckett ganhou Melhor Roteiro em Série Dramática por seu roteiro; Cranston e Gunn ganharam Melhor Ator em Série Dramática e Melhor Atriz Coadjuvante em Série Dramática, respectivamente, por suas atuações no episódio.

## Enredo

### Flashback
Walt e Jesse conduzem o seu primeiro laboratório de metanfetamina. Walt liga para Skyler, que está grávida, com uma desculpa para não estar em casa, e ela sugere o nome Holly para a bebê.

### História principal
Hank é ferido após o tiroteio com a irmandade de Jack, e Steve Gomez está morto, mas Jack e sua gangue estão ilesos. Jack se prepara para matar Hank, e Walt implora a Jack para poupá-lo, oferecendo toda a sua fortuna de 80 milhões de dólares em troca. Hank repreende Walt por não entender que Jack vai matá-lo de qualquer maneira e aceita sua morte; Jack atira e mata Hank, e Walt cai no chão em angústia e desespero.
A gangue descobre o local em que estava escondido e rouba seis barris de dinheiro de Walt; a pedido de Todd, eles deixam o sétimo para Walt. A gangue enterra Hank e Gomez no lugar onde estavam anteriormente os barris. Walt mostra onde Jesse estava escondido e exige que Jack faça aquilo que Walt pediu previamente, referindo que ele ainda lhe devia uma. Todd sugere prender Jesse porque ele pode ser útil mais tarde. Walt revela maldosamente a Jesse que ele permitiu que Jane morresse. A gangue prende Jesse em uma cela e o força a cozinhar metanfetamina.
O carro de Walt fica sem combustível, porque uma bala perfurou o tanque. Ele rola o seu barril de dinheiro pelo deserto até chegar a uma casa e comprar o caminhão do dono. Sem saber o que aconteceu no deserto, Marie informa Skyler que Hank prendeu Walt. Ela exige que Skyler renuncie ao vídeo de falsa confissão envolvendo Hank e diga a verdade a Walt Jr.. Skyler informa Walt Jr. sobre o negócio de drogas de Walt, e ele diz a ela que ela é tão ruim quanto Walt por ter feito parte. Chegando em casa, Walt tenta freneticamente fazer com que Skyler e Walt Jr. saiam com ele. Skyler percebe que Hank foi morto e ataca Walt furiosamente. Depois que Walt ganha vantagem e tenta atacar Skyler, Walt Jr. protege sua mãe e chama a polícia. Walt pega Holly e foge no carro, enquanto Skyler fica desesperada pelo ocorrido.
Walt se sente culpado quando Holly chama por sua mãe. Marie e a polícia chegam à casa dos White. A polícia grampeia o telefone residencial e tenta rastreá-lo quando Walt liga para casa. Walt tenta estabelecer a inocência de Skyler, repreendendo-a e alegando falsamente que construiu seu negócio de drogas sozinho. Walt confirma a morte de Hank. Ele deixa Holly em um quartel de bombeiros com o endereço de sua casa escrito em uma nota. Na manhã seguinte, Walt conhece o novo contato de identidade de Saul, que vai embora com Walt e o barril.

## Produção

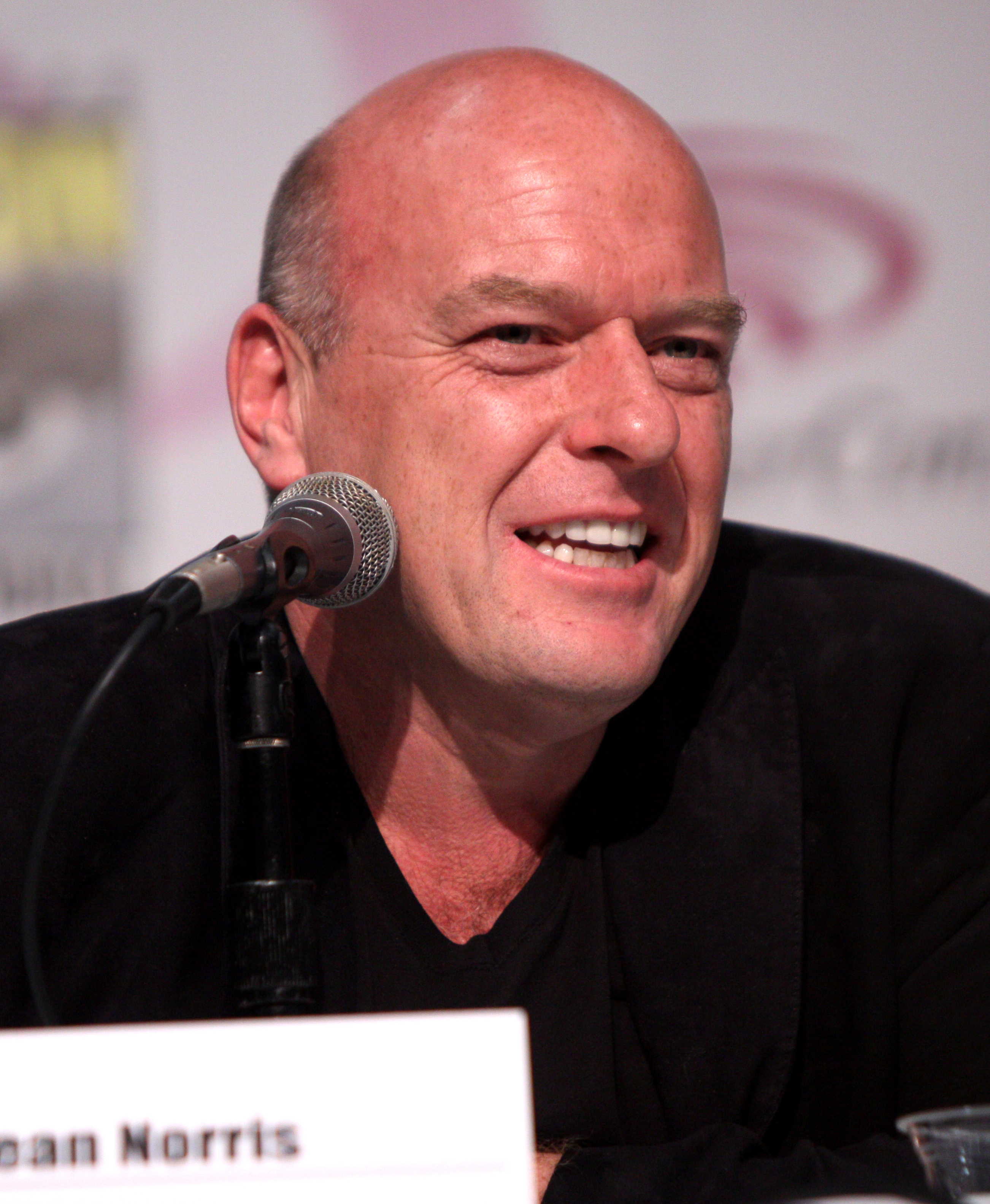
Dean Norris fez sua última aparição em Breaking Bad no episódio "Ozymandias"

O episódio foi escrito por Moira Walley-Beckett e dirigido por Rian Johnson, que se auto-descrevem como "parceiros no crime". Como os escritores são escolhidos antes dos pontos principais do enredo serem formados, a nomeação de Walley-Beckett foi, em suas próprias palavras, "sorte do sorteio". Ela pediu para trabalhar com Johnson por causa de suas experiências trabalhando juntos no episódio "Fly", da terceira temporada da série. Os dois trabalharam juntos durante toda a produção, com eles supervisionando o final cut, que foi o primeiro de Walley-Beckett. Em última análise, Johnson disse que o episódio era de Walley-Beckett, que se sentiu profundamente orgulhosa do episódio. O criador da série, Vince Gilligan, também ficou apaixonado pelo episódio, pensando nele como o melhor de toda a série. Foi ao ar na AMC nos Estados Unidos e Canadá em 15 de setembro de 2013.
Este episódio marca a aparição final de Hank Schrader (Dean Norris) e Steve Gomez (Steven Michael Quezada) na série. A morte de Hank foi filmada em um número mínimo de tomadas, em parte devido ao tempo limitado que a equipe tinha e ao clima inconveniente presente no momento da gravação. Embora os escritores discutissem muitas opções para sua morte, foi acordado, desde o início do debate sobre o assunto, que sua morte seria digna e honrosa; Hank originalmente deveria morrer no final do episódio anterior, mas foi movido para "Ozymandias" para um melhor ritmo e sequência da história. Para preservar o drama da morte de Hank, os produtores do programa obtiveram permissão especial das associações e indústrias de entretenimento de Hollywood para adiar a exibição dos créditos de abertura até 19 minutos do episódio.
A cena de flashback de abertura foi a última cena a ser filmada para toda a série. A equipe esperou para filmar essa cena do episódio para permitir que os cabelos de Bryan Cranston e Aaron Paul crescessem para que ficassem como antes de Walt começar a raspar a cabeça e Jesse começar a usar o cabelo curto. Embora tenha sido filmada meses após o restante do episódio, Johnson conseguiu retornar para dirigir a cena.
A cena que mostra a reação de Walt à morte de Hank foi, de acordo com Beckett, invenção de Johnson. Para enfatizar o impacto físico, ele solicitou que peças de quebra-cabeça fossem colocadas no chão, cobertas de terra; as peças foram controladas por um gatilho e desmontadas no momento em que Walt caiu no chão, emulando assim o efeito de "estilhaçar a terra". As finlmagens feitas no solo de Hank e Jesse exigiram um equipamento de guindaste especial e uma "lente de periscópio". Para a cena seguinte de Walt rolando o barril, Johnson queria imitar a estatura de um escaravelho. Para fazer isso, ele conseguiu a "lente mais longa possível" que eles podiam pagar e enviou "a equipe B de filmagem em um caminhão para bem longe". A tortura de Jesse foi deixada de fora do episódio devido ao roteiro tê-la excluído e também por Johnson ter sentido que seria injusto com o público manipular seu investimento emocional no personagem de Jesse.
Betsy Brandt disse que durante a produção evitou ler a morte de Hank, pois achou muito emocional. Brandt observou que sete anos após a exibição, ela não tinha visto o episódio. A co-produtora executiva Melissa Bernstein descreveu a leitura do roteiro como uma "experiência intensa". Anna Gunn lembrou que durante a cena do sequestro de Holly havia o que "parecia" uma centena de espectadores. Isso, juntamente com o atraso das filmagens e o clima errático do dia, fez com que ela se sentisse pressionada e buscasse o apoio de Johnson. Em 2014, ela nomeou que foi a cena mais difícil que ela filmou, mas também uma das "mais ricas".
Walley-Beckett disse que o confronto anterior de Walt foi "extremamente complicado" de escrever devido aos diferentes objetivos do personagem, a natureza "operística" da cena e os múltiplos "crescendos e decrescendos". Johnson—que tinha tudo "mapeado e planejado"—viu a cena como a mais difícil de filmar, observando que a linha "Eu tentei salvá-lo" passou por várias tomadas até Cranston comentar que Walt deveria estar, em vez de atrapalhado, exasperado. Cranston e Gunn realmente realizaram a cena da briga dos dois com a faca na mão, exceto duas tomadas. A cena em que Walt está trocando a fralda de Holly não tinha falas para Holly no roteiro, mas como Johnson explica: "[a] mãe daquele bebê estava do lado da câmera", o que fez a bebê dizer "mamãe". Cranston permaneceu no personagem e foi junto com ele, e essa cena acabou por permanecer no episódio.

## Análise
Amanda Knopf, da Universidade do Colorado em Boulder, observou que o tiroteio se alinha com o tropo convencional ocidental de sucesso improvável em um tiroteio e é um exemplo do código moral de Walt e da crença de que morrer dessa maneira restauraria sua masculinidade e heroísmo. Walt é emasculado durante todo o episódio, de várias maneiras. Ela também observa que, dentro da série, o deserto é visualmente único, pois, apesar da destruição e perda, permanece "inalterado".
A letra da música "Take My True Love by the Hand", da banda The Limeliters, faz referência e prenuncia o isolamento de Walt de sua família, enfatizado pelas primeiras palavras de Holly sendo "Mama" ("mamãe").

### Paralelos a Ozymandias de Percy Shelley

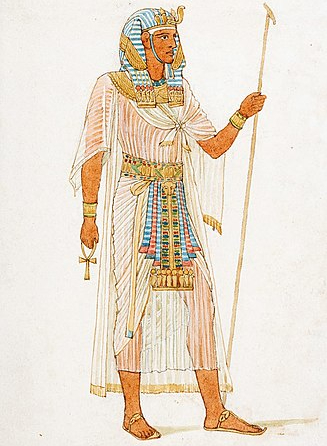
Ramsés II — a base para Ozymandias de Shelley — cuja queda poética é paralela à de Walt.

O título do episódio refere-se ao poema "Ozymandias" de Percy Bysshe Shelley, que narra o legado em ruínas de um rei outrora orgulhoso. Bryan Cranston recitou o poema inteiro em um trailer de 2013 para a série. Walley-Beckett queria usar o poema há muito tempo e assim o apresentou ao showrunner Vince Gilligan.
Embora o episódio não faça referências explícitas ao poema, Austin Gill, da Xavier University, sentiu que o ponto deste episódio na progressão de Walt é que ele havia incorporado as "aspirações tirânicas de invencibilidade e arrogância" do rei do poema, cuja queda é paralela à de Walt. Douglas Eric Rasmussen, da Universidade de Saskatchewan, disse que a reação de Walt à morte de Hank indica que ele se tornou o "colossal naufrágio" do poema – o império de Ramsés II, ao qual Shelley aludiu.
Outros paralelos são vistos tanto no episódio quanto no poema concluindo com seus protagonistas com pouco a mostrar por suas ações e como o "conceito de arrogância e ser punido por projetos grandiosos que servem ao egoísmo de um indivíduo são aspectos centrais de cada obra". A aparência sem calças de Walt no flashback ecoa a linha "Duas pernas de pedra vastas e sem tronco". Ao evocar o poema, disse Rasmussen, o seriado está criticando o império de Walt, seus "desejos vazios" e o neoliberalismo — que ele vê Walt encarnando. Gill disse que o episódio — e, por extensão, toda a série — usa o poema para "ressaltar e alertar sobre as ramificações da vaidade" e "sustentar a vida e o poder culturais".

### Redenção
Donna Bowman, do The A.V. Club, disse que o episódio retratou "Walt em sua forma mais humana [e] mais iludida... Hank [é] transformado por sua busca por Heisenberg no homem da lei que ele sempre quis ser". Ela concluiu que o sequestro de Holly foi a gota d'água para sua humanidade. Alberto Nahum García Martínez e colegas forneceram uma leitura que dizia que as ações de Walt antes e, particularmente, depois de "Ozymandias" indicam redenção moral com a intenção de que o público mais uma vez apoie Walt; em uma revisão para a Slate, publicado no mesmo dia do episódio, Matthew Yglesias especulou que este seria o objetivo dos escritores.
Quando perguntado se os roteiristas estavam tentando fazer com que o público apoiasse Walt, Walley-Beckett respondeu de forma opaca, observando que "a ambiguidade moral é a pedra angular da série" e que eles sempre "tentaram legitimamente confundir as expectativas e colocar as pessoas na posição moral de torcer por alguém que se tornou um câncer para si mesmo e para todos ao seu redor". Cranston disse que o episódio "[torceu] a lealdade, testando o público" e que muitas pessoas lhe disseram, após Walt revelar seu envolvimento na morte de Jane, que perderam a fé em Walt.

### Chamada telefónica
É a magia hipnótica desta série em que qualquer um ficaria sentado analisando a [moral] do comportamento de Walt ao fazer aquela chamada telefónica no mesmo episódio em que ele enviou Jesse para ser torturado e assassinado.

NPR
O aspecto mais analisado e imediatamente discutido do episódio foi a chamada telefónica entre Walt e Skyler — alguns espectadores sentiram que a raiva de Walter era falsa na tentativa de ajudar Skyler a evitar processos; outros viram sua raiva como genuína. Walley-Beckett "pessoalmente [sentiu] que não estava aberta à interpretação" e esperava que o público visse isso como uma manobra e, assim, simpatizasse com Skyler, que Johnson enquadrou de maneira deliberadamente íntima. Ela viu algumas das palavras de Walt como verdadeiras. Em um artigo para o IndieWire, uma semana após a exibição do episódio, Sam Adams disse que "a maioria concorda que a a chamada telefónica de Walt para Skyler foi... [ele] tentando exonerá-la".
Brandon Taylor, da Universidade da Colúmbia Britânica, disse que a crítica do episódio a Walt é, por procuração, uma crítica ao público por ter, de antemão, obtido prazer ao testemunhar suas ações. Drusilla Moorhouse, uma colaboradora online do site do The Today Show, viu a chamada telefónica como altruísta e disse que "reescreveu a história da cumplicidade [de Skyler]".
Matt Zoller Seitz, da Vulture, disse que "a controvérsia sobre a chamada telefónica de Walter é realmente sobre a relação entre os telespectadores e a televisão... É sobre o desconforto que se segue quando um episódio, cena ou momento nos força a dar uma olhada em por que assistimos a uma série, o que realmente tiramos dela e o que isso diz sobre nós." Emily Nussbaum, do The New Yorker, disse que o episódio "trollou" ela e os fãs que assistem à série por uma fantasia de poder. De acordo com Nussbaum, o episódio procurou criticar as opiniões dos respectivos fãs sobre Skyler como "pura vítima" ou "vadia".

## Recepção

### Recepção critica

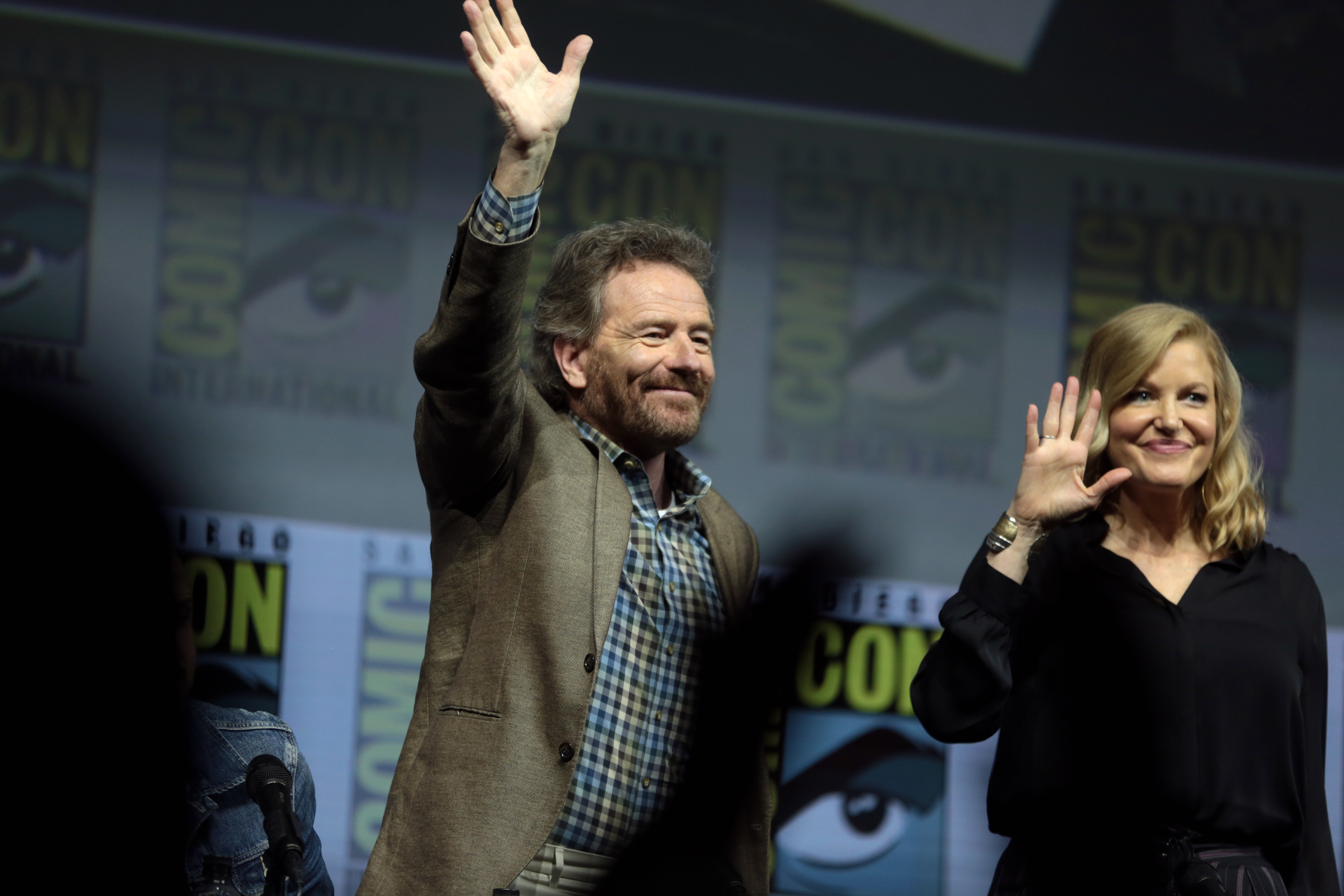
Bryan Cranston e Anna Gunn foram aclamados e ganharam Prêmios Emmy do Primetime por suas atuações em "Ozymandias".

"Ozymandias" recebeu "aclamação da crítica universal" e é amplamente considerado o melhor episódio da série e um dos melhores episódios da história da televisão. Várias publicações o nomearam como o melhor episódio de 2013; da década, por alguns. A TV Guide escolheu "Ozymandias" como o melhor episódio de televisão do século XXI. "Ozymandias" frequentemente lidera as pesquisas dos melhores episódios de Breaking Bad. O episódio, assistido por 6,4 milhões de telespectadores — o maior para toda a série até então — é reverenciado entre os fãs, alcançando uma classificação perfeita de 10/10 no IMDb com mais de 250,000 votos, o único episódio de uma série de televisão a conseguir este feito.
Tom Mendelsohn, do The Independent, elogiou como o episódio compensou o desenvolvimento da temporada. Seth Amitin, da IGN, ecoou sentimentos semelhantes. Emily St. James, do Los Angeles Times, descreveu-o como "rico" e elogiou particularmente como o episódio demonstrou o ciclo de Skyler de vítima a alguém que estava disposta a ser cúmplice, e que via isso como "valer a pena", o que ela sentiu anteriormente ter sido uma falha da temporada. Kevin Jagernauth, da IndieWire, elogiou como o episódio foi entregue e concluiu a história de cada membro da família White. Maureen Ryan, do The Huffington Post, elogiou a forma como ele atualizava as consequências das ações de Walt, no que ela via como uma maneira visceral. Tyler Hersko, em um artigo para o IndieWire, aplaudiu como foi uma "culminância" do seriado até aquele momento.
Alguns críticos acharam difícil assistir. Ryan, embora tenha chamado o episódio de "perfeitamente realizado", disse que isso a deixou doente e a fez chorar. Tim Surette, da TV.com, chamou o episódio de "fantástico e horrível de assistir; uma poderosa peça de televisão que transcendeu a ficção". Linda Holmes, em uma crítica positiva do episódio, expressou alívio que a série estava terminando, quando ela começou a achar "a honestidade do seriado sobre ganância e violência... insuportável".
O roteiro de Walley-Beckett e a direção de Johnson foram descritos por St. James como "bonito" e "requintado", respectivamente. Ross Bonaime, um colaborador regular do Paste', achou a direção de Johnson imersiva, um sentimento ecoado por Bowman. Jagernauth ficou grato que Johnson "[serviu] o roteiro, mantendo a estilização no mínimo e deixando as cenas emocionais continuarem com o poder que estava claramente na página". Dustin Rowles chamou Johnson, em um artigo de 2014 para a Uproxx, de o melhor diretor de trabalho na televisão, diretamente por causa de seu trabalho em "Ozymandias".
Alex Berenson, da Esquire, forneceu críticas limitadas sobre o pedido de Todd para poupar Walt e seu atraso — notando que o último era "pesado e nada sutil", mas reconhecendo que funcionou dentro da história. St. James chamou a sobrevivência de Jesse de "improvável". Yglesias encontrou Walt revelando toda a sua fortuna e sua eventual nova vida como decisões fora do personagem; a prisão de Jesse pela gangue para continuar vendendo metanfetamina e a falta de luta interna também o deixaram perplexo.

### Prêmios e indicações
Nos Prêmios Emmy do Primetime de 2014, Moira Walley-Beckett recebeu o prêmio de Melhor Roteiro para Série Dramática por escrever este episódio. Bryan Cranston e Anna Gunn enviaram este episódio para consideração depois de serem indicados aos prêmios de Melhor Ator em Série Dramática e ao Melhor Atriz Coadjuvante em Série Dramática, com cada um ganhando suas respectivas categorias. Além disso, Tarra D. Day e Corey Welk foram indicados para Melhor Maquiagem para Série de Câmera Única (Não Protética).